# The Hollywood Reporter
The Hollywood Reporter es una revista cinematográfica estadounidense. Su enfoque es principalmente hacia el panorama del cine estadounidense. Fue el primer periódico de manejo de únicos argumentos de la industria cinematográfica.
Durante el siglo pasado se integró y fue una de las dos publicaciones más importantes del siglo, se igualaba a la otra publicación Variety. Desde el año 1950 se enfocaba en el campo de la televisión, y en los años 1980 se enfocaba en temas de otros medios. Actualmente esta revista es una de las más importantes e influyentes en la industria del entretenimiento.

## Historia
The Hollywood Reporter fue una de las primeras revistas en abarcar temas relacionados con el cine estadounidense. Ha recibido una cantidad de galardones y además es muy influyente en el cine.

### Comienzos
El primer número de la revista se publicó el 3 de septiembre de 1930 por William R. Wilkerson. Los primeros temas informados fueron acerca de películas, estudios, producciones de televisión y actores de Hollywood, la revista rápidamente se hizo conocida en el mundo del espectáculo. Por efecto de la fama de la revista Wilkerson, creador de la revista, se hizo uno de los personajes más sobresalientes del país. 
En la década de 1930 The Hollywood Reporter se encontraba en medio de varios rivales lo cual los llevó a contratar aún más reporteros para la revista y además expandirse y enfocarse aún más. Tanta fama llega a la revista que hasta grandes figuras como el presidente obtenía la revista.

### Cambios de propiedad
Wilkerson se aplicó mucho esfuerzo hacia esta revista hasta 1962, año de su muerte. El mando se le concedió a su esposa  Tichi Wilkerson, ella tuvo que asumir el cargo de editora principal. Años después ella vendería la revista el 11 de abril de 1988 a los editores comerciales BPI por 26,7 millones de dólares. Teri Ritzer fue el último editor correspondiente a Wilkerson. Pronto se empezaría a contratar nuevos editores provenientes de otras revistas. Luego traerían a Alex Ben Block en 1990. La calidad de editores ayudaría a la revista. 
Al pasar los años cambiaría el director Editorial donde actualmente está a cargo de la editora Janice Min que anteriormente trabajaba en la revista Us Weekly desde 2003 hasta 2009. Richard Beckman, presidente de e5 Global Media y propietario de The Hollywood Reporter tiene buenas ideas de Min en la editorial.

### 2009-presente
En diciembre de 2009, Prometheus Global Media, una empresa recientemente formada por Pluribus Capital Management y Guggenheim Partners, y presidida por Jimmy Finkelstein, director ejecutivo de News Communications, matriz de la revista política The Hill, adquirió THR de Nielsen Business Media. Se comprometió a invertir en la marca y hacer crecer la empresa. Richard Beckman, anteriormente de Condé Nast, fue nombrado director general.
En 2010, Beckman reclutó a Janice Min, ex editora en jefe de Us Weekly, como directora editorial para "destripar" el periódico comercial diario existente y reinventarlo como una revista semanal brillante de gran formato. The Hollywood Reporter se relanzó con una edición impresa semanal y un sitio web renovado que le permitió dar noticias. Ocho meses después de su informe inicial, The New York Times tomó nota de las muchas primicias que había generado THR y agregó que el nuevo formato brillante parecía estar teniendo éxito con su "demografía enrarecida", afirmando: "Se las arreglaron para cambiar de tema yendo semanalmente... Las fotos grandes, el papel exuberante y el gran diseño son una especie de narcótico aquí".
En febrero de 2013, Times regresó a THR y presentó un informe sobre una fiesta para los nominados al Oscar que la revista había organizado en el restaurante Spago de Los Ángeles. Al señalar la multitud de celebridades que asistieron, Times aludió al hecho de que muchos conocedores de Hollywood ahora se referían a THR como "la nueva Vanity Fair". Las ventas de anuncios desde la contratación de Min aumentaron más del 50%, mientras que el tráfico al sitio web de la revista aumentó en un 800%.
En enero de 2014, Janice Min fue ascendida a Presidenta / Directora Creativa del Grupo de Entretenimiento de Guggenheim Media, y supervisó a THR y su marca hermana Billboard. Min se une el copresidente John Amato, responsable de las iniciativas comerciales.
Guggenheim Partners anunció el 17 de diciembre de 2015 que vendería las propiedades de los medios de Prometheus a su ejecutivo Todd Boehly. La empresa se vendió a Eldridge Industries en febrero de 2017. El 1 de febrero de 2018, Eldridge Industries anunció la fusión de sus propiedades de medios con Media Rights Capital para formar Valence Media.
En febrero de 2017, Min anunció que dejaría su cargo de presidenta / directora creativa que supervisa The Hollywood Reporter y Billboard para asumir un nuevo cargo en la empresa matriz. Al mismo tiempo, se anunció que el antiguo editor ejecutivo Matthew Belloni asumiría el cargo de director editorial.
En abril de 2020, Belloni anunció que dejaría su cargo abruptamente después de 14 años en la publicación a raíz de los recientes enfrentamientos con el liderazgo de la empresa en cuestiones editoriales. Al parecer, Asif Satchu y Modi Wiczyk, codirectores ejecutivos de la empresa matriz Valence Media, han presionado al personal editorial de sus publicaciones para que no publiquen historias, publiquen historias desfavorables sobre amigos y promuevan en exceso empresas propiedad de Valence como Dick Clark Productions.
El 23 de septiembre de 2020, se anunció que Penske Media Corporation, el actual propietario de Variety, asumiría las operaciones de las publicaciones de MRC Media & Info bajo una empresa conjunta con MRC conocida como PMRC.

## Sitio web
The Hollywood Reporter publicó un "satélite" digital de edición a finales de 1980. Se convirtió en la primera revista del ámbito del entretenimiento en tener un sitio web el cual iniciaría su función en 1995. Inicialmente, el sitio mostraba noticias breves con una cobertura completa. En los últimos años el sitio web ha actualizado y se ha hecho más dependiente de las ventas de anuncios. El sitio web, ya había pasado por un rediseño de página en el momento de la competencia con Daily Variety. En 2002, The Hollywood Reporter ganó el premio Jesse H. Neal por el periodismo de negocios.
Hoy en día, The Reporter recibe correos electrónicos de América y de Europa principalmente. Su actual sitio web presenta reportajes, noticias, críticas especialmente del cine y de la televisión.

## Actualidad
En su actualidad The Hollywood Reporter tiene su sede principal en Los Ángeles, California. Esta exitosa revista ha ganado una gran cantidad de premios. Además ellos promocionan los premios Key Art Awards que eran otorgados por logros sobresalientes en obras de arte y otros materiales de publicidad de películas promocionales. 
The Hollywood Reporter  tiene además su propio programa televisivo que muestra adelantos del cine, críticas, breves repasos a la vida de las estrellas del cine.

### Influencias
La afamada revista ha influenciado a múltiples personas y además ha hecho apariciones en películas donde los personajes aparecen leyendo el periódico, un ejemplo de tantas es en la película ¿Quién engañó a Roger Rabbit?. Además en el videojuego The Movies se reciben críticas durante el juego y es una revista muy prestigiada. Habla mucho de los más grandes artistas de la televisión norteamericana.